# Single numer jeden w roku 2013 (Węgry)
2013 – piętnasty rok, w którym było prowadzone zestawienie najlepiej sprzedających się singli na Węgrzech. Lista była tworzona na podstawie wyników sprzedaży nośników fizycznych oraz digital download.

## Historia notowania
| Data publikacji | Utwór                        | Wykonawca                       | Źródło |
| --------------- | ---------------------------- | ------------------------------- | ------ |
| 31 grudnia      | „Előkelő idegen”             | Ákos                            | [ 2 ]  |
| 7 stycznia      | „Előkelő idegen”             | Ákos                            | [ 3 ]  |
| 14 stycznia     | „Előkelő idegen”             | Ákos                            | [ 4 ]  |
| 21 stycznia     | „Előkelő idegen”             | Ákos                            | [ 5 ]  |
| 28 stycznia     | „Vadonatúj érzés / Daydream” | Gigi Radics                     | [ 6 ]  |
| 4 lutego        | „Heaven”                     | Depeche Mode                    | [ 7 ]  |
| 11 lutego       | „Heaven”                     | Depeche Mode                    | [ 8 ]  |
| 18 lutego       | „Heaven”                     | Depeche Mode                    | [ 9 ]  |
| 25 lutego       | „Heaven”                     | Depeche Mode                    | [ 10 ] |
| 4 marca         | „Kedvesem”                   | ByeAlex                         | [ 11 ] |
| 11 marca        | „Kedvesem”                   | ByeAlex                         | [ 12 ] |
| 18 marca        | „Névtelen dal”               | GRB                             | [ 13 ] |
| 25 marca        | „Heaven”                     | Depeche Mode                    | [ 14 ] |
| 1 kwietnia      | „Névtelen dal”               | GRB                             | [ 15 ] |
| 8 kwietnia      | „Veled utazom”               | Ákos                            | [ 16 ] |
| 15 kwietnia     | „Veled utazom”               | Ákos                            | [ 17 ] |
| 22 kwietnia     | „Veled utazom”               | Ákos                            | [ 18 ] |
| 29 kwietnia     | „Veled utazom”               | Ákos                            | [ 19 ] |
| 6 maja          | „Veled utazom”               | Ákos                            | [ 20 ] |
| 13 maja         | „Soothe My Soul”             | Depeche Mode                    | [ 21 ] |
| 20 maja         | „Veled utazom”               | Ákos                            | [ 22 ] |
| 27 maja         | „Veled utazom”               | Ákos                            | [ 23 ] |
| 3 czerwca       | „Veled utazom”               | Ákos                            | [ 24 ] |
| 10 czerwca      | „Veled utazom”               | Ákos                            | [ 25 ] |
| 17 czerwca      | „Veled utazom”               | Ákos                            | [ 26 ] |
| 24 czerwca      | „Veled utazom”               | Ákos                            | [ 27 ] |
| 1 lipca         | „Veled utazom”               | Ákos                            | [ 28 ] |
| 8 lipca         | „Veled utazom”               | Ákos                            | [ 29 ] |
| 15 lipca        | „Veled utazom”               | Ákos                            | [ 30 ] |
| 22 lipca        | „Veled utazom”               | Ákos                            | [ 31 ] |
| 29 lipca        | „Belehalok”                  | Majka, Curtis, BLR              | [ 32 ] |
| 5 sierpnia      | „Névtelen dal”               | GRB                             | [ 33 ] |
| 12 sierpnia     | „Play Hard”                  | David Guetta feat. Ne-Yo & Akon | [ 34 ] |
| 19 sierpnia     | „Névtelen dal”               | GRB                             | [ 35 ] |
| 26 sierpnia     | „Névtelen dal”               | GRB                             | [ 36 ] |
| 2 września      | „Névtelen dal”               | GRB                             | [ 37 ] |
| 9 września      | „Névtelen dal”               | GRB                             | [ 38 ] |
| 16 września     | „Applause”                   | Lady Gaga                       | [ 39 ] |
| 23 września     | „Névtelen dal”               | GRB                             | [ 40 ] |
| 30 września     | „Girly”                      | Juli Fábián & Zoohacker         | [ 41 ] |
| 7 października  | „Wake Me Up”                 | Avicii feat. Aloe Blacc         | [ 42 ] |
| 14 października | „Wrecking Ball”              | Miley Cyrus                     | [ 43 ] |
| 21 października | „Do What U Want”             | Lady Gaga feat. R. Kelly        | [ 44 ] |
| 28 października | „Venus”                      | Lady Gaga                       | [ 45 ] |
| 4 listopada     | „Dope”                       | Lady Gaga                       | [ 46 ] |
| 11 listopada    | „Summertime Sadness”         | Lana Del Rey                    | [ 47 ] |
| 18 listopada    | „Állatok a legelőn”          | Quimby                          | [ 48 ] |
| 25 listopada    | „Girly”                      | Juli Fábián & Zoohacker         | [ 49 ] |
| 2 grudnia       | „Hey Brother”                | Avicii                          | [ 50 ] |
| 9 grudnia       | „10 év 10 város”             | Ocho Macho                      | [ 51 ] |
| 16 grudnia      | „Girly”                      | Juli Fábián & Zoohacker         | [ 52 ] |
| 23 grudnia      | „Hey Brother”                | Avicii                          | [ 53 ] |